# Aguas termales de Polloquere
Las aguas termales de Polloquere son manantiales termales ubicados en la Región de Arica y Parinacota, utilizados para fines medicinales.

## Ubicación
La aguas están a las orillas orientales del salar de Surire.

## Características
Están ubicadas a una altitud de 4245 m s. n. m. en el parque nacional Lauca. Las instalaciones ofrecen piscinas termales, baños de tina, baños de barro, baños de vapor, o el goce de las pozas naturales con sitios de camping y pícnic pero sin infraestructura. Sus aguas surgen a 66 °C de temperatura. Es recomendado contra el reumatismo, lesiones lumbares y otras.

## Historia
Luis Risopatrón lo describe en su Diccionario Jeográfico de Chile de 1924:: 688 
Tienen olor sulfuroso, no pueden utilizarse ni aun para la bebida de los animales, desprenden columnas de vapor que se ven desde lejos en los dias nublados i se encuentran a unos 4 225 m de altitud, en la parte S E del salar de Surire. 116, p. 48, 211 i 271; 134; i 156; Polloquire en 116, p. 48; Polloqueri en 88, iv, p. 79; i Pollogueri en 116, p. 48
Debemos apuntar que ya en la entrada correspondiente al salar de Surire el geógrafo menciona la calidad de las aguas:
Surire (Salar de) 18° 50' 69° 05' Presenta capas de boratos de 8 a 26 centímetros de espesor i leyes de 7 a 35% a 1 i a 2 m de profundidad i se encuentra a la altitud media de 4 250 m, en una hoyada sin desahue aparente, pues su desahue topográfico es el portezuelo de Chaca, que se abre a 4 303 m de altitud, en el lado NW. Presenta aguas termales en el estremo SE, con olor sulfuroso, que no pueden utilizarse ni aun para la bebida de los animales i cuyas columnas de vapor pueden divisarse desde mui lejos, en los dias nublados; en la parte E le entra el rio Blanco, el de Surire que es su principal tributario le cae en la parte S i otro pequeño arroyo contornea el salar por su ribera S, en dirección al S E, donde forma algunos pantanos. 116. p. 264, 271 i 272; 134; i 156; i laguna en 2, 8, p. 242; 63, p. 80; 77, p. 94; i 116, p. 213.